# Crataegus berberifolia
Crataegus berberifolia är en rosväxtart som beskrevs av John Torrey och Asa Gray. Crataegus berberifolia ingår i hagtornssläktet som ingår i familjen rosväxter. Utöver nominatformen finns också underarten C. b. engelmannii.